# Boêmia nos Jogos Olímpicos de Verão de 1912
A Boêmia (atual Chéquia) participou dos Jogos Olímpicos de Verão de 1912 na cidade de Estocolmo, na Suécia. O país não teve medalhistas em sua última edição dos Jogos olímpicos como delegação independente. Após a Primeira Guerra Mundial a Boêmia foi anexada à Checoslováquia e hoje faz parte da República Checa.